# Отаку

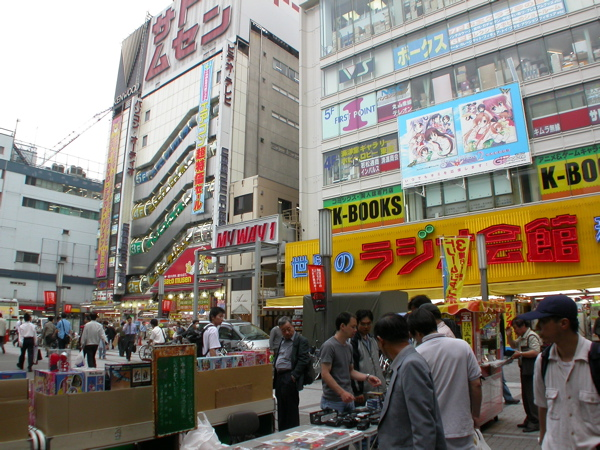
Район Акіхабара — популярне місце зборів японських отаку

Отаку (яп. おたく, オタク, ヲタク) — термін з японської мови, яким позначають тих, хто надзвичайно багато часу приділяє своїм захопленням, найчастіше — аніме чи манзі. Цей термін має різко виражений негативний відтінок. Ним називають людей, зацікавлених чимось, любителів, які втратили інтерес до всього, окрім свого захоплення і можуть нормально спілкуватися хіба що із собі подібними.

## Історія
За походженням «отаку» є одним із займенникових суфіксів ввічливості на зразок -сан, -чян, -кун та інших. Причому колись це було одне з найввічливіших звертань — «отаку» (яп. お宅, досл. «Ваш дім»). В другій половині XX століття цим традиційним словом іронічно називали одне одного члени різних неформальних клубів, насамперед клубів за інтересами. Саме там це слово почало набувати нового значення. За іншої теорією, сором'язливі та закомплексовані члени таких клубів говорили дуже ввічливо, зловживаючи ввічливими суфіксами на зразок отаку.
Вперше як термін це слово з'явилося в циклі статей «Дослідження „отаку“» (яп. 『おたく』の研究) авторства Накаморі Акіо. Цикл публікувався в присвяченому лоліконній манзі журналі «Манґа бурікко» (яп. 漫画ブリッコ) в період з червня до грудня 1983 року, і в назві було використано слово, яким, за спостереженнями Накаморі, найчастіше називали один одного представники цієї субкультури.
Спочатку слово використовувалося для позначення собі подібних серед фотографів-любителів — фотографи в очах інших людей були соціофобами, затвірниками, фанатиками свого хобі, і поступово слово «отаку» набуло негативного значення: затвірник, фанатик. Зазвичай отаку — це молода людина, яка живе вдома, на роботу не ходить, спілкується всього з 2-3 людьми не зі своєї «тусовки»; надалі у нього можуть розвинутися нав'язливі ідеї. Ще негативнішим слово стало після того, як заарештований в 1993 році Цутому Міядзакі (серійний вбивця, який ґвалтував дітей), сказав, що це було його хобі.
В японській мові також існують звороти «пасокон отаку» (яп. パソコンオタク) (щодо схиблених на персональних комп'ютерах), «ґейму отаку» (яп. ゲームオタク) (до тих, що грають у відеоігри) і отаку як екстремальні фанати ідолів — розрекламованих співаків. Це слово надзвичайно поширене і в англійській вже стало літературним, і зараз використовується для позначення фанатів загалом: музичних отаку, отаку бойових мистецтв і таке інше.
Слово «отаку» в Японії має іноді негативне забарвлення; називати так співбесідника неввічливо, якщо тільки він сам себе так не називає. Проте в інших країнах фанати аніме і манґи часто називають себе «отаку», розуміючи під цим зовсім не схибленого фаната, а лише відданого прихильника. Проте і там зустрічаються любителі аніме, що знають про японське значення цього слова і тому не люблять, щоб їх називали «отаку».

## Чисельність отаку
У 2007-му році компаніями «One's Communications» і «Otaba» було проведено дослідження японців, які зараховують себе до отаку. Було опитано понад 600 японців. 68 % серед них були чоловіками і більшість з них були у віці від 20 до 30 років. У даному дослідженні, 32,6 % опитаних сказали, що стали отаку в середній школі. 23,1 % назвали останні три роки початкової школи. Голоси між старшою школою і коледжем поділилися приблизно порівну. На питання про те, яке аніме наштовхнуло їх на шлях отаку, більшість опитаних назвало аніме Gundam. Його назвали 3,7 % опитаних. 2,7 % назвали «Neon Genesis Evangelion». По одному відсотку опитаних назвали «Final Fantasy» і «Tokimeki Memorial». За 0,9 % голосів дісталося «Space Battleship Yamato», «Yu Yu Hakusho» і «Sailor Moon». Водночас, відповіді сильно варіювалися залежно від віку опитаних. Так, серед отаку у віці 20-30 років був популярний «Tokimeki Memorial». Старіші фанати частіше називали таку класику, як «Space Battleship Yamato» і «Urusei Yatsura».
Згідно з телефонним опитуванням «Яно», що проводилося з липня до вересня 2011 року, кожен четвертий японець називає себе отаку.

## Відомі отаку
Нижченаведені популярні персоналії відомі своєю любов'ю до аніме.
- Співачка і акторка, Марі Яґуті. Хотіла б косплеїти Усаґі Цукіно («Сейлор Мун»).
- Акторка Нацукі Като. Улюблене аніме — «Рубаки». Її улюбленою сейю є Мегумі Хаясібара і з огляду на те що акторка є фанатом Хаяшібара, вона також стала і фанатом Рей Аянамі («Neon Genesis Evangelion»).
- Політик і колишній прем'єр-міністр Японії Таро Асо. Улюблене аніме — «Rozen Maiden».
- Акторка і фотомодель Тіакі Куріяма. Улюблені аніме — Neon Genesis Evangelion, K-On!, Kuroshitsuji, Rozen Maiden.
- Акторка Тосікі Касю. Улюблене аніме — «Dragon Ball».
- Японський ідол Шьоко Накаґава - прямо називає себе аніме- і манґа-отаку.

## Популярні аніме і дорами, в яких показується образ отаку
- «Akihabara@Deep»
- «Bakuman»
- «Chaos;Head»
- «Densha Otoko»
- «Genshiken»
- «Kami nomi zo Shiru Sekai»
- «Lucky Star»
- «NHK ni Youkoso!»
- «Nogizaka Haruka no Himitsu»
- «Ore no Imouto ga Konna ni Kawaii Wake ga Nai»
- «Otaku no Video»
- «Gintama»